# Luis Mario Schneider
Luis Mario Schneider Zacouteguy (12 de abril de 1931-18 de enero de 1999), conocido como Luis Mario Schneider, fue un escritor y poeta argentino nacionalizado mexicano. Su primera novela, La resurrección de Clotilde Goñi, lo convirtió en ganador del Premio Xavier Villaurrutia de 1976, el premio literario más importante de México.

## Biografía
Schneider Zacouteguy nace en Santo Tomé, en la provincia argentina de Corrientes en 1931.
Realiza estudios en Humanidades en la Universidad de Córdoba y posteriormente emigra a México, país donde complementa su carrera académica con un doctorado en letras, en la Facultad de Filosofía y Letras (FFyL) de la Universidad Nacional Autónoma de México (UNAM), que obtiene en 1969.
En esta misma institución se desempeña como profesor de Literatura mexicana e hispanoamericana, participando también en la Universidad Iberoamericana (UIA) y la Universidad Veracruzana (UV). El académico también es catedrático de El Colegio de México y de la Universidad de Rutgers, en Nueva Jersey.
Más tarde, es nombrado investigador del Instituto de Investigaciones Bibliográficas en la UNAM, además de miembro del consejo editorial de La Palabra y El Hombre, así como director de la revista Amatlacuilo, publicación en la que también colabora.
Luis Mario Schneider Zacouteguy fallece el 18 de enero de 1999, en Tenancingo, Estado de México, México.

## Museo "Dr. Luis Mario Schneider"
Tras su muerte en 1999, las propiedades de Luis Schneider en Malinalco son donadas a la Universidad Autónoma del Estado de México (UAEM). En el lugar, la UAEM construyó su primer museo extramuros, nombrado "Dr. Luis Mario Schneider" y dedicado a la difusión de la riqueza natural y cultural del sitio.
Concebido en colaboración con el Ayuntamiento de Malinalco, el Instituto Mexiquense de Cultura y el Centro INAH Estado de México, el museo se inauguró el 18 de mayo de 2001 y se encuentra ubicado en la intersección de las calles Amajac y Agustín Melgar, cercano a la zona arqueológica de Malinalco.
En 2002, el museo recibió el Premio Miguel Covarrubias, otorgado por el Instituto Nacional de Antropología e Historia (INAH) al mejor proyecto de museo abierto al público.

## Premios y reconocimientos
- Premio Xavier Villaurrutia 1977 por La resurrección de Clotilde Goñi.[5]

- Premio Nacional de Crítica de Arte Luis Cardoza y Aragón 1992 —para crítica de artes plásticas— por José María y Petronilo Monroy. Los hermanos pintores de Tenancingo.[6]

- Presea Estado de México en Artes y Letras Sor Juana Inés de la Cruz 1996.[7]

## Obra
Se estima que la obra de Luis Mario Schneider asciende a 31 libros, 50 ediciones, 100 artículos, 97 capítulos de libros, 10 reportajes y 15 reseñas bibliográficas. Entre sus obras se encuentran las siguientes:

### Biografía
- Abraham Ángel (1995)

### Cuento
- Cuentos del amor infinito (1999)

### Ensayo
- La Literatura mexicana (1967)
- El estridentismo o una literatura de la estrategia (1970) —tesis de doctorado—
- Dos poetas rusos en México: Balmont y Mayakovsky (1973)
- La ilustración Potosina 1869-1870 (1975)
- Ruptura y continuidad: la Literatura mexicana en polémica (1975)
- Inteligencia y Guerra Civil 1937 (1978)
- México y el surrealismo (1925-1950) (1978)
- El Iris: periódico crítico y literario (1988)
- Malinalco, imágenes de un destino, testimonio visual y verbal (1990) —coautor junto a Isabel Gerlero y Eduardo Matos—
- Gabriela Mistral: itinerario veracruzano (1991)
- José María y Petronilo Monroy: los hermanos pintores de Tenancingo (1992)
- Xavier Villaurrutia entre líneas (1992)
- Fragua y gesta del teatro experimental en México (1995)
- Los otros contemporáneos (1995)
- La novela mexicana entre el petróleo, la homosexualidad y la política (1997)
- Malinalco. Monografía municipal (1999)
- De tinta ajena (2003)

### Novela
- La resurrección de Clotilde Goñi (1976)
- Refugio (1996)

### Poesía
- Valparaíso (1963)
- Memoria de la piel (1965)
- Arponero del fuego (1967)
- La semilla en la herida (1995)

### Antología
- Los nuevos poetas argentinos (1960)
- Poesía y fábulas de José Joaquín Fernández de Lizardi (1963) —en colaboración con Jacobo Chenscinsky—
- Poemas y ensayos de Jorge Cuesta (1964) —en colaboración con Miguel Capistrán—
- Los Contemporáneos (1982)
- La muerte joven (1984)
- El estridentismo: México, 1921-1927 (1985)
- Diego Rivera y los escritores. Antología tributaria (1987) —en colaboración con Elisa García Barragán—
- Amparo Dávila (1992)
- Todo Valle-Inclán en México (1992)
- Jorge Cuesta 1903-1942: Obras (1994) —recopilación en tres tomos en colaboración con Miguel Capistrán—

### Traducción
- Antonin Artaud - México y Viaje al país de los tarahumaras (1984)